# Hemerobius abdominalis
Hemerobius abdominalis är en insektsart som beskrevs av Fabricius 1775. Hemerobius abdominalis ingår i släktet Hemerobius och familjen florsländor. Inga underarter finns listade i Catalogue of Life.